# Rettungstreppenfahrzeug

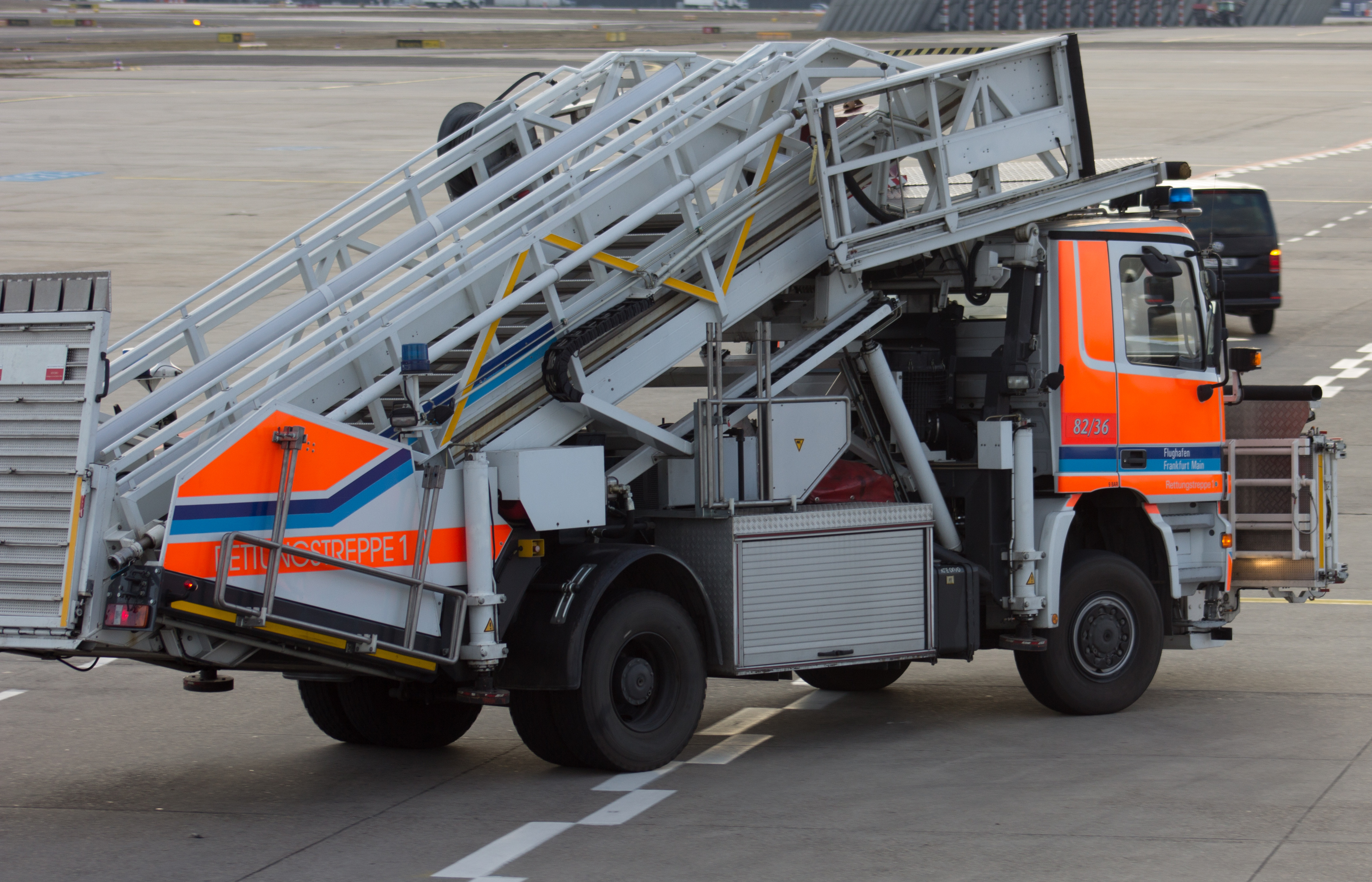
Das ehemalige Rettungstreppenfahrzeug Florian Frankfurt Flughafen 83/36-01 der Flughafenfeuerwehr Frankfurt am Main aus dem Jahr 1999

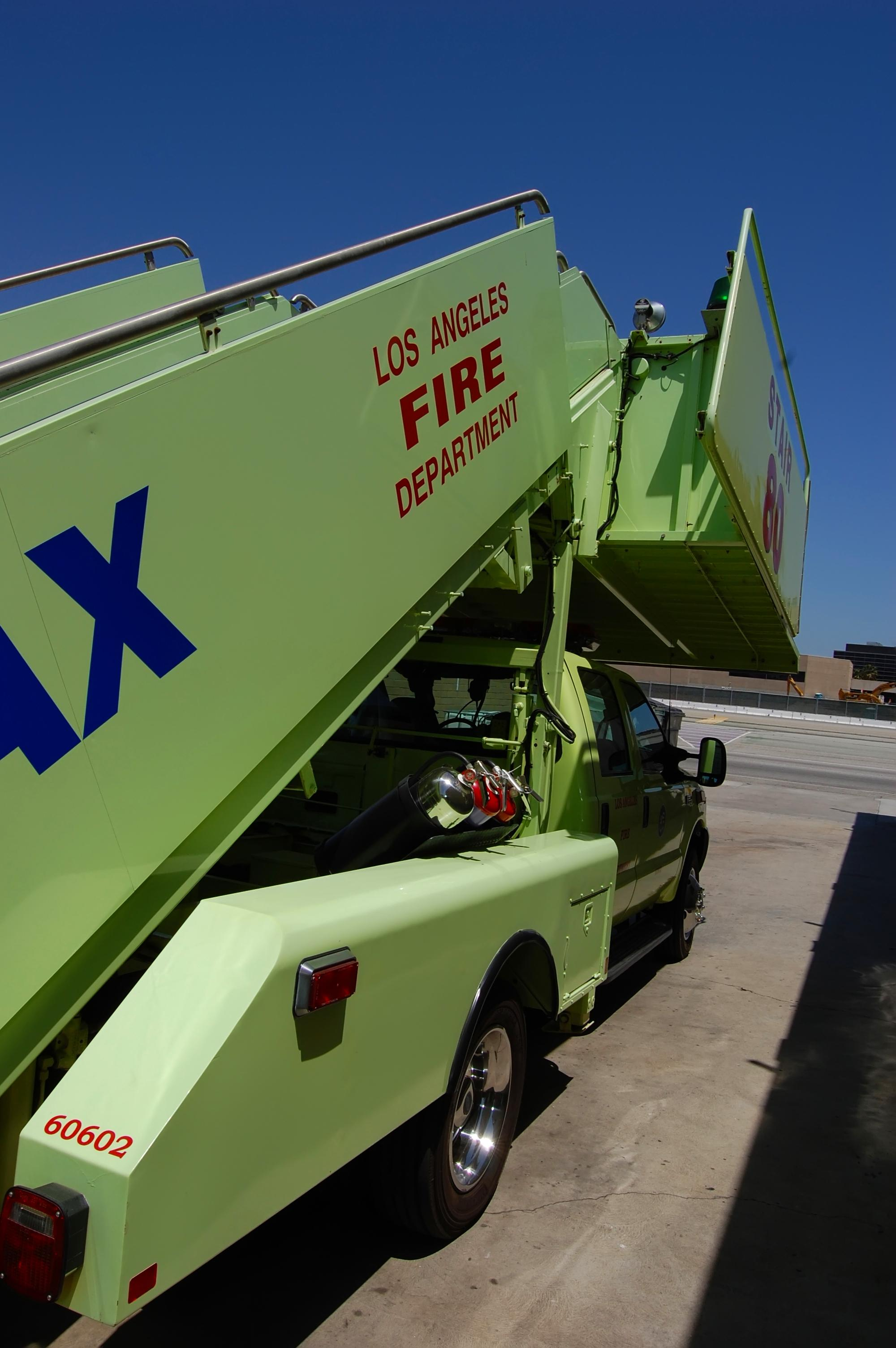
Rettungstreppenfahrzeug des Los Angeles Fire Departments

Ein Rettungstreppenfahrzeug (kurz: RTF) ist ein speziell für den Einsatz auf Flughäfen konzipiertes in Deutschland nicht genormtes Hubrettungsfahrzeug, das für die schnelle Rettung von Passagieren aus Flugzeugen genutzt wird.

## Aufgabenbereiche
Rettungstreppenfahrzeuge sind für die schnelle und sichere Evakuierung von Flugzeugpassagieren in Notsituationen ausgerichtet. Die Fahrzeuge können daher teilweise mit knapp über einer Minute am Einsatzort einsatzbereit in Stellung gebracht und zur Rettung eingesetzt werden. Sie besitzen an der Haupttreppe eine Rettungsplattform, die bündig an eine Flugzeugwand bzw. an die Ausgänge herangefahren wird. Neuere Fahrzeuge besitzen neben der Haupttreppe eine Nebentreppe als sekundären Rettungsweg und zum gleichzeitigen Aufstieg für Rettungskräfte, Notfallmediziner und Angriffstrupps zur Evakuierung und Brandbekämpfung.

## Aufbau
Rettungstreppenfahrzeuge haben in der Regel eine Truppkabine, in der zwei Feuerwehrleute Platz finden. Die Bedienung des Fahrzeugs sowie der Rettungstreppe ist aber immer auch nur durch eine Person möglich.
Die Fahrzeuge besitzen eine aufgesetzte verstellbare Treppe mit einer vorn angesetzten bis zu 10 Quadratmeter großen Rettungsplattform. Die Treppe und Rettungsplattform ist in der Höhe und teilweise seitlich hydraulisch verstellbar und erreicht Rettungshöhen von etwa 3 Meter bis teilweise über 8 Meter. Mit dieser Höhe kann beispielsweise das Oberdeck eines Airbus A380 oder einer Boeing 747 erreicht werden. Die Treppen sind so dimensioniert, dass sie gleichzeitig durch mehrere Passagiere nebeneinander genutzt werden können. Für kleinere Regionalflugzeugtypen mit geringeren Ausmaßen besitzen die meisten Rettungstreppenfahrzeuge zusätzlich eine an der Fahrzeugfront montierte hydraulische Hubrettungsplattform, die einen Höhenbereich zwischen 1 und 3 Meter abdeckt.
Heutzutage sind die meisten Rettungstreppenfahrzeuge zusätzlich mit Schnellangriffshaspeln inklusive Schlauch und Strahlrohren ausgerüstet. Zusätzlich können die Rettungstreppen mit einer Teleskop-Wasserführung ausgestattet und in den Gerätefächern Pumpen und Tanks eingebaut sowie Stromerzeuger oder Belüfter mitgeführt werden.
Als Trägerfahrzeuge werden selten größere Pick-ups oder leichte geländegängige LKW genutzt. In der Regel sind es leistungsstarke LKW mit 4×4-, 6×4- oder 6×6-Fahrgestellen, die, wie die mit ihnen zum Einsatz kommenden Flugfeldlöschfahrzeuge, eine hohe Beschleunigung haben und in kurzer Zeit Geschwindigkeiten von bis zu 140 km/h erreichen können. Die Fahrzeuge besitzen in Deutschland aufgrund der Anbauten und da sie das Vorfeldgelände nie verlassen keine Straßenverkehrszulassung.